# Haltéra

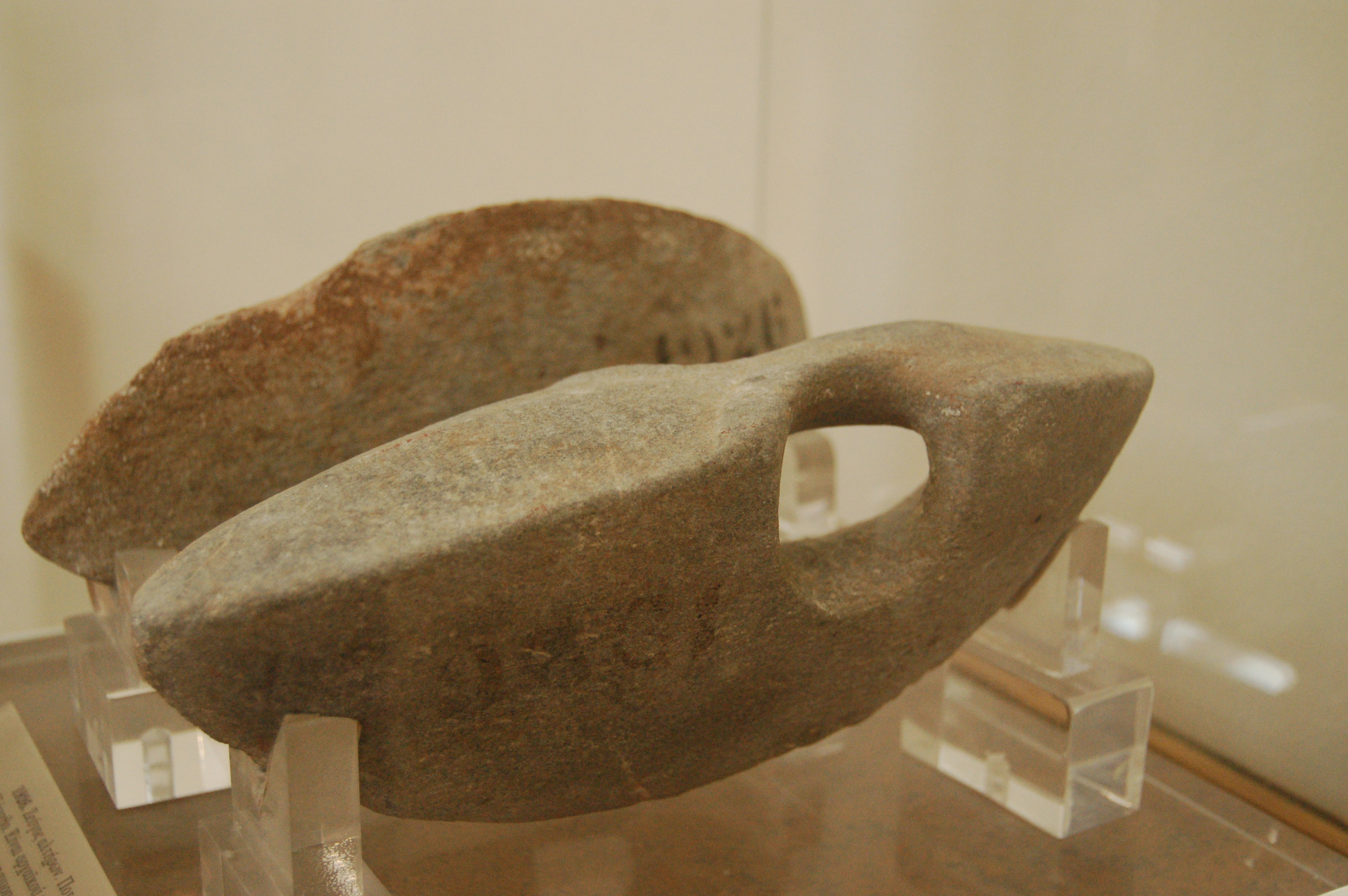
Haltéry v athénském muzeu

Haltéra (ve starořečtině ἁλτήρ, ze slova ἅλλομαι — skákat) bylo tělocvičné nářadí používané ve starověkém Řecku, předchůdce činky. Mělo podobu kamenné nebo kovové podkovy, nalezené haltéry vážily mezi dvěma a devíti kilogramy. Používalo se k posilování paží nebo jako závaží při skoku dalekém. Ten nebyl na antických olympiádách samostatnou disciplínou, ale tvořil spolu s během, zápasem, hodem oštěpem a hodem diskem součást pětiboje (pentathlonu). Skákalo se z místa, soutěžící stáli na vyvýšeném místě a odráželi se z podřepu do pískoviště; v předpažených rukách drželi haltéry, při odrazu jimi prudce máchli dozadu a odhodili je za sebe, aby jim dodaly potřebný impuls. Biomechanik Alberto E. Minetti vypočítal, že správné použití haltér mohlo třímetrový skok prodloužit o 17 cm. Jiné rekonstrukce soudí na základě údaje, že Phayllos z Krótónu skočil 55 stop (přes 16 metrů), že antický skok daleký se ve skutečnosti skládal ze tří nebo pěti na sebe navazujících skoků. Haltéry mohly atletům pomáhat při odrážení i při držení stability ve vzduchu. Otázkou, jak vlastně haltéry fungují, se zabýval spis Problemata, za jehož autora je pokládán Aristoteles.